# کیل شرقی
کیل شرقی (به انگلیسی: East Keal) یک روستا و محله مدنی در بریتانیا است که در لیندسی شرقی واقع شده‌است. کیل شرقی ۳۶۶ نفر جمعیت دارد.